# Камарина (митологија)
Камарина је у грчкој митологији била нимфа.

## Митологија
Била је једна од Океанида града Камарине на Сицилији. Вероватно је била најада са извора или фонтана тог града, односно персонификовала је залихе воде у њему. Њу је поменуо Пиндар.

## Уметност
На новчићу који се користио у овом граду, а који датира из 415-405. п. н. е. приказана је како јаше лабуда, окружена таласима.